# فيليبي هيرنانديز
فيليبي هيرنانديز (بالإسبانية: Felipe Hernandez)‏ هو مهندس معماري كولومبي، ولد في 1971.